# Guri (Cypr)
Guri (gr. Γούρρη) – wieś w Republice Cypryjskiej, w dystrykcie Nikozja. W 2011 roku liczyła 196 mieszkańców.